# 尾形勇
尾形 勇（おがた いさむ、1938年2月4日 - ）は、日本の中国史学者。東京大学名誉教授、元立正大学教授。

## 経歴
出生から修学期
1938年、愛媛県で生まれた。東京大学文学部東洋史学科で学び、1962年に卒業。東京大学大学院人文科学研究科東洋史学専門課程に進み、1964年に博士課程を中退。
東洋史研究者として
1965年、北海道大学助手に採用された。1972年、山梨大学専任講師に就いた。1974年より山梨大学教育学部助教授、1982年に同教授昇格。1979年に学位論文『中国古代国家の秩序構造に関する基礎的研究』を東京大学に提出して文学博士号を取得。1983年、東京大学文学部教授に転じた。1998年に東京大学を定年退官し、名誉教授となった。その後は立正大学文学部史学科教授として教鞭を執った。2001年4月 からは立正大学人文科学研究所長。2008年3月に立正大学を定年退官。その後も立正大学院非常勤講師として教鞭をとっている。

## 研究内容・業績
専門は中国古代史。

## 著作
著書
- 『中国古代の「家」と国家：皇帝支配下の秩序構造』 岩波書店 1979
- 『中国歴史紀行』 角川選書 1993

共編著
- 『中華文明の誕生』(世界の歴史2)平㔟隆郎共著、中央公論社 1998
  - 文庫化 中公文庫 2009
- 『中国史』岸本美緒共編、山川出版社 1998
- 『歴史学事典』 第10巻 身分と共同体 弘文堂 2003
- 『日本にとって中国とは何か』(講談社(中国の歴史12))鶴間和幸・上田信・葛剣雄・王勇・礪波護共著 講談社2005
  - 文庫化 講談社学術文庫 2021

訳書
- 『中国都城の起源と発展』楊寛著、高木智見共訳、学生社 1987
- 『三角縁神獣鏡』王仲殊著、杉本憲司共編訳 学生社 1992

## 参考
- 「尾形勇教授略歴および研究業績」『立正史学』2008